# Филип (Анхалт-Кьотен)
Вижте пояснителната страница за други личности с името Филип.
Филип фон Анхалт-Кьотен (на немски: Philipp von Anhalt-Köthen; * 31 май 1468; † 13 ноември 1500) от рода на Асканите е 1475 до 1500 г. княз на Анхалт-Кьотен и съ-господар на Цербст.
Той е единственият син на княз Албрехт VI (V) фон Анхалт-Кьотен († 1475) и съпругата му графиня Елизабет фон Мансфелд († 1482), дъщеря на граф Гюнтер II фон Мансфелд и Анна фон Хонщайн-Клетенберг († 1460), дъщеря на граф Ернст II фон Хонщайн-Клетенберг († 1426) и Анна (София) фон Щолберг († 1436).
След смъртта на баща му той е още малолетен и управлява княжеството Анхалт-Кьотен от 1475 г. заедно с братовчедите си братята Магнус (1455 – 1524) и Адолф II (1458 – 1526), синовете на полубрата на баща му княз Адолф I, и с Валдемар VI, син на княз Георг I от Анхалт-Цербст.
ФФилип умира неженен и бездетен на 13 ноември 1500 г. и е погребан в Св. Бартоломей в Цербст.